# Okręg wyborczy Berwickshire
Okręg wyborczy Berwickshire powstał w 1708 r. i wysyłał do brytyjskiej Izby Gmin jednego deputowanego. Okręg obejmował hrabstwo Berwickshire w Szkocji. Został zlikwidowany w 1918 r.

## Deputowani do brytyjskiej Izby Gmin z okręgu Berwickshire
- 1708–1734: George Baillie
- 1734–1761: Alexander Hume-Campbell, lord Polwarth
- 1761–1779: James Pringle
- 1779–1780: John Paterson
- 1780–1784: Hugh Hepburne-Scott
- 1784–1796: Patrick Home
- 1796–1818: George Baillie
- 1818–1826: John Marjoribanks
- 1826–1832: Anthony Maitland
- 1832–1834: Charles Albany Marjoribanks
- 1834–1847: Hugh Purves-Hume-Campbell
- 1847–1859: Francis Scott
- 1859–1873: David Robertson
- 1873–1874: William Miller
- 1874–1880: Robert Baillie-Hamilton
- 1880–1894: Edward Marjoribanks, Partia Liberalna
- 1894–1918: Harold Tennant, Partia Liberalna